# Gran incendio de Londres

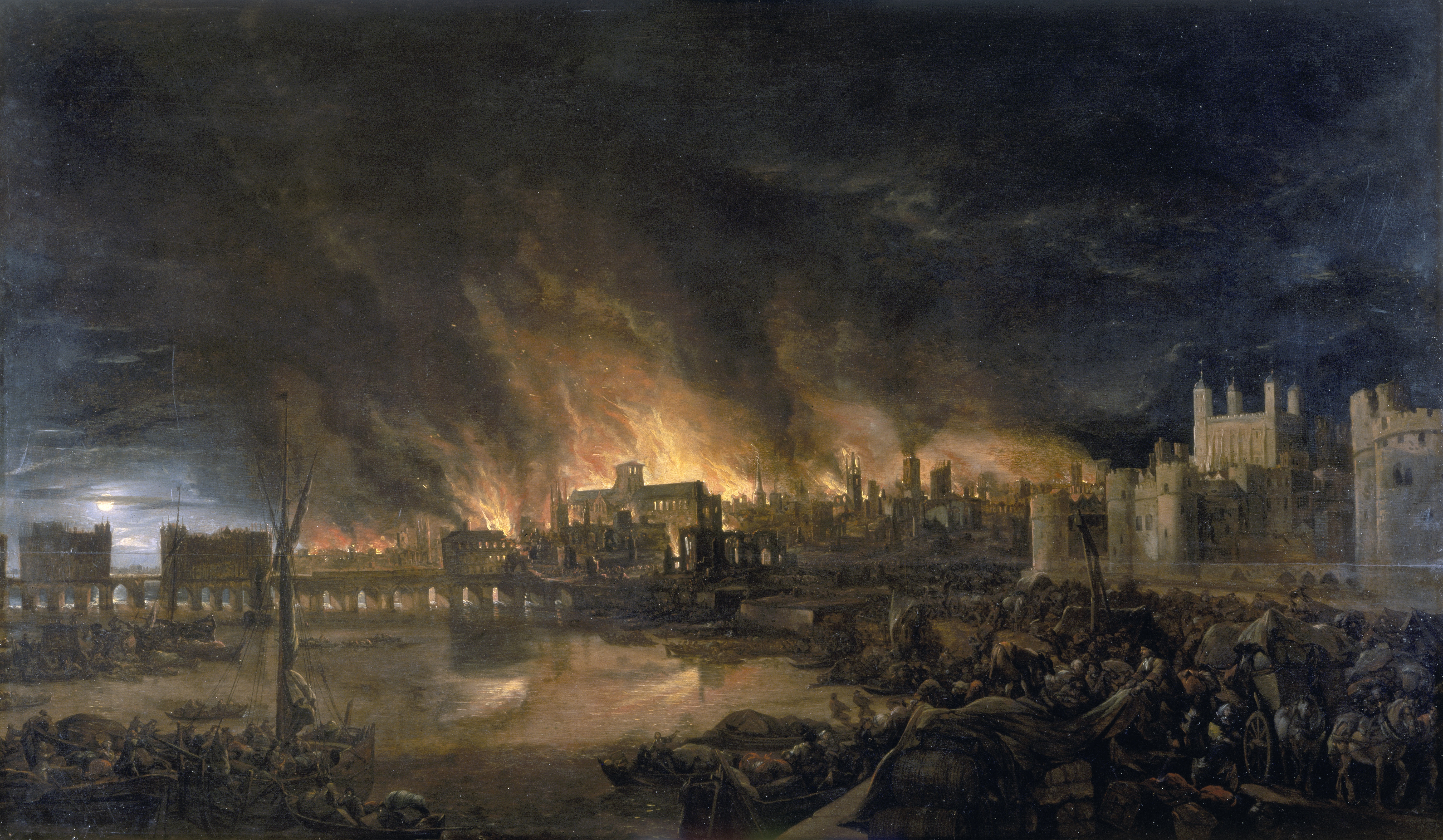
Detalle de una pintura de 1666 del gran incendio de Londres de un artista desconocido, que presenta una vista imaginaria del incendio desde un barco. La Torre de Londres está a la derecha y el puente de Londres a la izquierda, con la catedral de San Pablo al fondo, rodeada por las llamas más altas.

El gran incendio de Londres fue un fuego devastador que arrasó la ciudad de Londres en Inglaterra desde el 2 hasta el 5 de septiembre de 1666. El fuego arrasó la medieval City de Londres dentro de la antigua muralla romana. También estuvieron en peligro la ciudad de Westminster, el palacio de Whitehall de Carlos II y la mayoría de los barrios marginales suburbanos. Destruyó 13 200 casas, 87 iglesias parroquiales, la catedral de San Pablo y la mayoría de los edificios de las autoridades de la ciudad. Se estima que destruyó las casas de 70 000 de los 80 000 habitantes de la ciudad.
El fuego se desató en la madrugada del 2 de septiembre de 1666. Comenzó en la panadería de Thomas Farriner en Pudding Lane, poco después de la medianoche del domingo, y se extendió rápidamente. El uso de la principal técnica contra incendios de la época, la creación de cortafuegos por medio de demoliciones, fue retrasado debido a indecisiones del alcalde mayor de Londres. Para cuando fueron ordenadas las demoliciones a gran escala en la noche del domingo, el viento ya había convertido el fuego de la casa en una tormenta ígnea que venció tales medidas. El lunes, el fuego fue empujado al norte, el corazón de la ciudad. Comenzaron a producirse desórdenes en las calles por los rumores de que habían sido extranjeros quienes iniciaron los incendios. Las sospechas se centraron en los inmigrantes franceses y neerlandeses, enemigos de Inglaterra de la segunda guerra anglo-neerlandesa en curso; grupos fueron víctimas de linchamientos y violencia callejera.
El martes, el fuego se extendió por la mayor parte de la ciudad, destruyó la catedral gótica de San Pablo y pasó el río Fleet que protegía a la corte real en Whitehall, mientras se movilizaban simultáneamente esfuerzos coordinados en la lucha contra el incendio. El fin del incendio pudo haber sido por dos factores: se detuvieron los fuertes vientos del este y la guarnición de la Torre de Londres usó pólvora para crear cortafuegos efectivos y detener la extensión adicional del fuego hacia el este.
El número de muertos es desconocido, pero tradicionalmente se pensó que era relativamente pequeño, ya que solo se registraron seis muertes verificadas. Este razonamiento ha sido cuestionado recientemente porque no se documentaron las muertes de pobres y personas de clase media; además, el calor del fuego pudo haber incinerado a muchas víctimas sin dejar restos reconocibles. Una pieza de cerámica derretida en exhibición en el Museo de Londres encontrada por arqueólogos en Pudding Lane, donde comenzó el incendio, revela que la temperatura alcanzó 1250 °C.

## Contexto histórico

### Londres en los años 1660
En la década de 1660, Londres era, por mucho, la ciudad más grande de Gran Bretaña, estimada en medio millón de habitantes. Sin embargo, debido a la gran peste del invierno anterior de 1665, su población había disminuido. El escritor John Evelyn, que comparó la ciudad con la magnificencia barroca de París, la calificó de «congestión de casas de madera, norteñas e inartificiales» y expresó su alarma sobre los riesgos de incendio que planteaba la madera y el hacinamiento. Por inartificial, Evelyn se refería a «no planificado» e «improvisado», el resultado del crecimiento orgánico y la dispersión urbana no regulada.
Londres había sido un asentamiento romano durante cuatro siglos y la población se había incrementado dentro de su muralla defensiva. También se había extendido hacia afuera más allá del muro hasta barrios marginales extramuros como Shoreditch, Holborn y Southwark, lo suficientemente lejos como para incluir la ciudad independiente de Westminster.
A fines del siglo XVII, la City propiamente dicha —el área delimitada por la muralla y el río Támesis— era solo una parte de Londres, que cubría unos 700 acres (2.8 km²) y albergaba alrededor de 80 000 personas, un sexto de los habitantes de Londres. La City estaba rodeada por un anillo de barrios residenciales donde vivía la mayoría de los londinenses; era entonces, como ahora, el corazón comercial de la capital, el centro mercantil más grande y el puerto más activo de Inglaterra, dominada por las clases comerciales y manufactureras.
La aristocracia rechazó vivir en la City y prefirió la campiña más allá de los suburbios o el exclusivo distrito de Westminster (el moderno West End), emplazamiento de la corte del rey Carlos II en Whitehall. Los adinerados optaron vivir a una distancia conveniente de la City obstruida por el tráfico, contaminada e insalubre, especialmente después de que fue devastada por un brote de peste bubónica en 1665.
La relación era tensa entre la City y la Corona. La City de Londres había sido un bastión del republicanismo durante la guerra civil (1642-1651) y la capital rica y económicamente dinámica aún tenía el potencial de ser una amenaza para Carlos II, como lo habían demostrado varios levantamientos republicanos en Londres en principios de los años 1660. Los magistrados de la City pertenecían a la generación que había luchado en la guerra civil y recordaban cómo la lucha de Carlos I por el poder absoluto había llevado a ese trauma nacional. Por tanto, estaban decididos a frustrar cualquier tendencia similar y, cuando el gran incendio amenazó a la City, rechazaron las ofertas que Carlos II hizo de soldados y otros recursos. Incluso en una emergencia de este tipo, la idea de que fueran enviadas las impopulares tropas reales a la City era dinamita política. Cuando Carlos II asumió el mando del ineficaz alcalde mayor de Londres, Thomas Bloodworth, el fuego ya estaba fuera de control.

### Riesgos de incendio

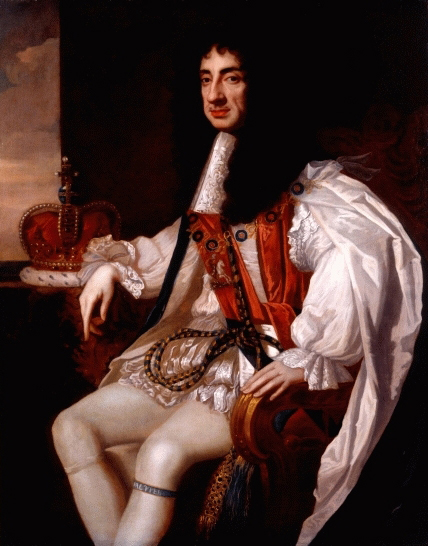
Carlos II de Inglaterra (r. 1660-1685).

La ciudad era esencialmente medieval en su plano urbano: un laberinto abarrotado de callejones estrechos, sinuosos y empedrados. Había experimentado varios incendios importantes antes de 1666 (el más reciente en 1632). La construcción con madera y tejados de paja había estado prohibida durante siglos, pero estos materiales baratos continuaron utilizándose. La única área importante construida en piedra era el pudiente centro de la ciudad, donde las mansiones de los comerciantes y agentes de bolsa se emplazaban en espaciosos lotes, rodeados por un anillo interno de parroquias pobres y superpobladas en el que cada pulgada de espacio de construcción se usaba para acomodar el rápido crecimiento poblacional. En estas parroquias estaban los lugares de trabajo, muchos de los cuales eran factores de riesgo (fundiciones, herrerías, vidrierías), que eran técnicamente ilegales en la ciudad, pero tolerados en la práctica.
Las viviendas estaban abarrotadas hasta el punto de estallar, entremezcladas con estas fuentes de calor, chispas y contaminación, y su construcción aumentó el riesgo de incendio. Las típicas casas con entramado de madera de seis o siete pisos tenían balcones (jetties) con los que se extendían los pisos superiores. La primera planta del edificio era estrecha, pero maximizaban el uso de la tierra al «invadir» en la calle, como lo expresó un observador contemporáneo, con el tamaño gradualmente creciente de sus pisos superiores. El peligro de incendio se percibía donde los balcones superiores se encontraban en los estrechos callejones; «como facilita una conflagración [fuego grande], también obstaculiza el remedio», escribió un observador, pero «la codicia de los ciudadanos y la connivencia [corrupción] de los magistrados» fomentaron los balcones. En 1661, Carlos II emitió una proclamación que prohibía las ventanas colgantes y los balcones, pero esto fue ignorado en gran medida por el gobierno local. El siguiente edicto de Carlos II en 1665 advirtió sobre el riesgo de incendio por la estrechez de las calles y autorizó tanto el encarcelamiento de constructores recalcitrantes como la demolición de edificios peligrosos, pero también tuvo poco impacto. El bahareque (wattle and daub) era un material de construcción común: una investigación realizada por los bomberos demostró que unas paredes de bahareque bien hechas eran fuertemente resistentes al fuego, pero las antiguas construcciones descuidadas con parches de barro descamados exponían el bahareque, lo que facilitaba el fuego.
La orilla del río fue importante en el desarrollo del gran incendio. El Támesis ofreció agua para combatir incendios y la posibilidad de escapar en barco, pero los distritos más pobres a lo largo de la ribera del río tenían tiendas y bodegas de combustibles que aumentaban el riesgo de incendio. A lo largo de los muelles, las desvencijadas viviendas de madera y las casuchas de papel asfaltado de los pobres calzaban entre «viejos edificios de papel y la materia más combustible de alquitrán, brea, cáñamo, rosas y lino, que estaba todo por ahí». Londres también estaba lleno de pólvora negra, especialmente a lo largo del río. Gran parte se dejó en las casas de ciudadanos privados desde los días de la guerra civil, ya que los antiguos miembros del Nuevo Ejército Modelo de Oliver Cromwell aún conservaban sus mosquetes y la pólvora con la que cargarlos. Se almacenaron entre quinientas y seiscientas toneladas de pólvora en la Torre de Londres. Los proveedores navales a lo largo de los muelles también tenían grandes existencias, almacenadas en barriles de madera.

### Lucha contra incendios delsigloXVII

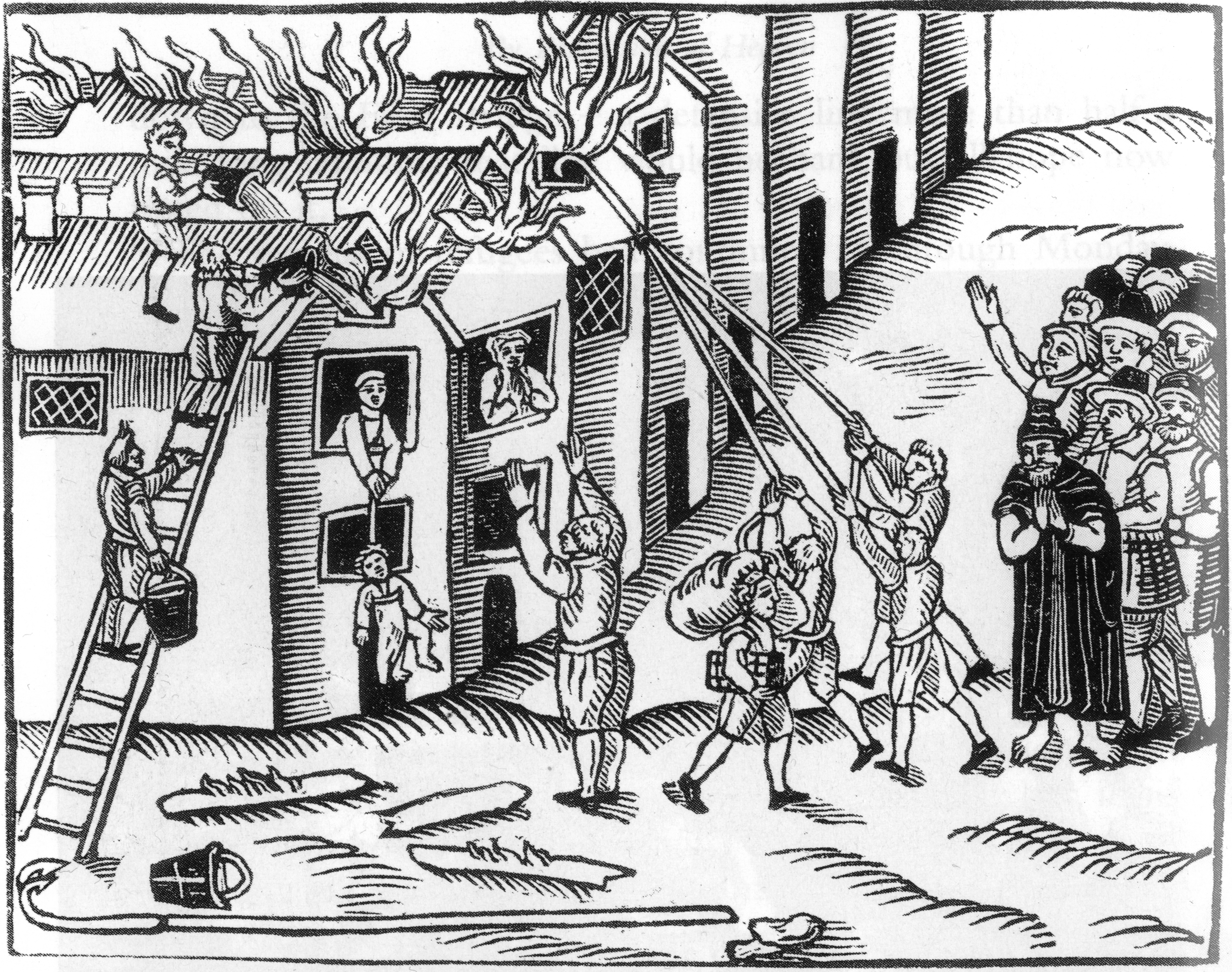
«Ganchos de fuego» (firehooks) usados para combatir un incendio en Tiverton en 1612.

Como se mencionó anteriormente, los incendios eran comunes en la concurrida ciudad de madera con sus chimeneas, velas, hornos y depósitos de combustibles. No había policía ni cuerpo de bomberos, pero la milicia local de Londres, conocida como Trained Bands, estaba disponible para emergencias generales, al menos en principio, y la vigilancia del fuego era uno de los trabajos de «la guardia», unos mil vigilantes o pregoneros (bellmen) que patrullaban las calles de noche.
Se implementaron procedimientos comunitarios autosuficientes para hacer frente a los incendios y, por lo general, fueron efectivos. Ciudadanos de espíritu público serían alertados de un peligroso incendio en la casa por repiquetes de campanas de las iglesias y se congregarían apresuradamente para combatir el incendio. Los métodos disponibles para ello se basaron en la demolición y el agua. Por ley, la torre de cada iglesia parroquial debía contener equipo para estos esfuerzos: escaleras largas, cubos de cuero, hachas y «ganchos de fuego» (firehooks) para derribar edificios. A veces, los edificios más altos se derruían rápida y efectivamente mediante explosiones controladas de pólvora. Este método drástico para crear cortafuegos se utilizó cada vez más hacia el final del gran incendio y los historiadores modernos creen que fue lo que finalmente venció el fuego.

## Desarrollo del incendio
Las experiencias personales de muchos londinenses durante el incendio se vislumbran en cartas y memorias. Los dos diaristas más conocidos de la Restauración fueron Samuel Pepys (1633-1703) y John Evelyn (1620-1706). Ambos registraron los eventos y sus propias reacciones día a día e hicieron grandes esfuerzos para mantenerse informados de lo que estaba sucediendo en toda la ciudad y alrededores.

### Domingo 2 de septiembre por la mañana
Después de dos veranos lluviosos en 1664 y 1665, Londres había estado bajo una sequía excepcional desde noviembre de 1665, y los edificios de madera estaban secos después del largo y caluroso verano de 1666. Poco después se produjo un incendio en la panadería de Thomas Farriner en Pudding Lane, la medianoche del domingo 2 de septiembre. La familia quedó atrapada en el piso de arriba, pero logró subir desde una ventana del piso de arriba a la casa de al lado, a excepción de una criada que estaba demasiado asustada para intentarlo, que se convirtió en la primera víctima. Los vecinos trataron de ayudar a apagar el fuego; después de una hora, los condestables parroquiales llegaron y juzgaron que era mejor demoler las casas contiguas para evitar una mayor propagación. Los propietarios protestaron y se convocó al alcalde mayor Thomas Bloodworth, quien solo tenía la autoridad de anular sus deseos.
Cuando llegó Bloodworth, las llamas consumían las casas contiguas y se arrastraban hacia los depósitos de papel y las tiendas inflamables en la orilla del río. Los bomberos más experimentados clamaban por la demolición, pero Bloodworth se negó con el argumento de que la mayoría de los locales eran alquilados y no se podía encontrar a los propietarios. Comúnmente se cree que Bloodworth fue designado para el cargo por ser un adulador, en lugar de poseer las capacidades necesarias para el trabajo. Entró en pánico cuando se enfrentó a una emergencia repentina y, cuando se le presionó, hizo un comentario frecuentemente citado: «¡Pish! Una mujer podría apagarlo con pis» y se fue. Después de que la City había quedado destruida, Samuel Pepys rememoró los acontecimientos y escribió en su diario el 7 de septiembre de 1666: «La gente grita en todo el mundo por la simplicidad [la estupidez] de mi alcalde mayor, en general, y, más particularmente, en este asunto del fuego, atribuyéndole todo».
Pepys era un alto funcionario de la Oficina de la Marina en ese entonces y ascendió a la Torre de Londres el domingo por la mañana para ver el fuego desde una torreta. Registró en su diario que el vendaval oriental lo había convertido en un fuego grande. Había incendiado varias iglesias y, estimó, trescientas casas y había llegado a la orilla del río. Las casas en el puente de Londres estaban en llamas.

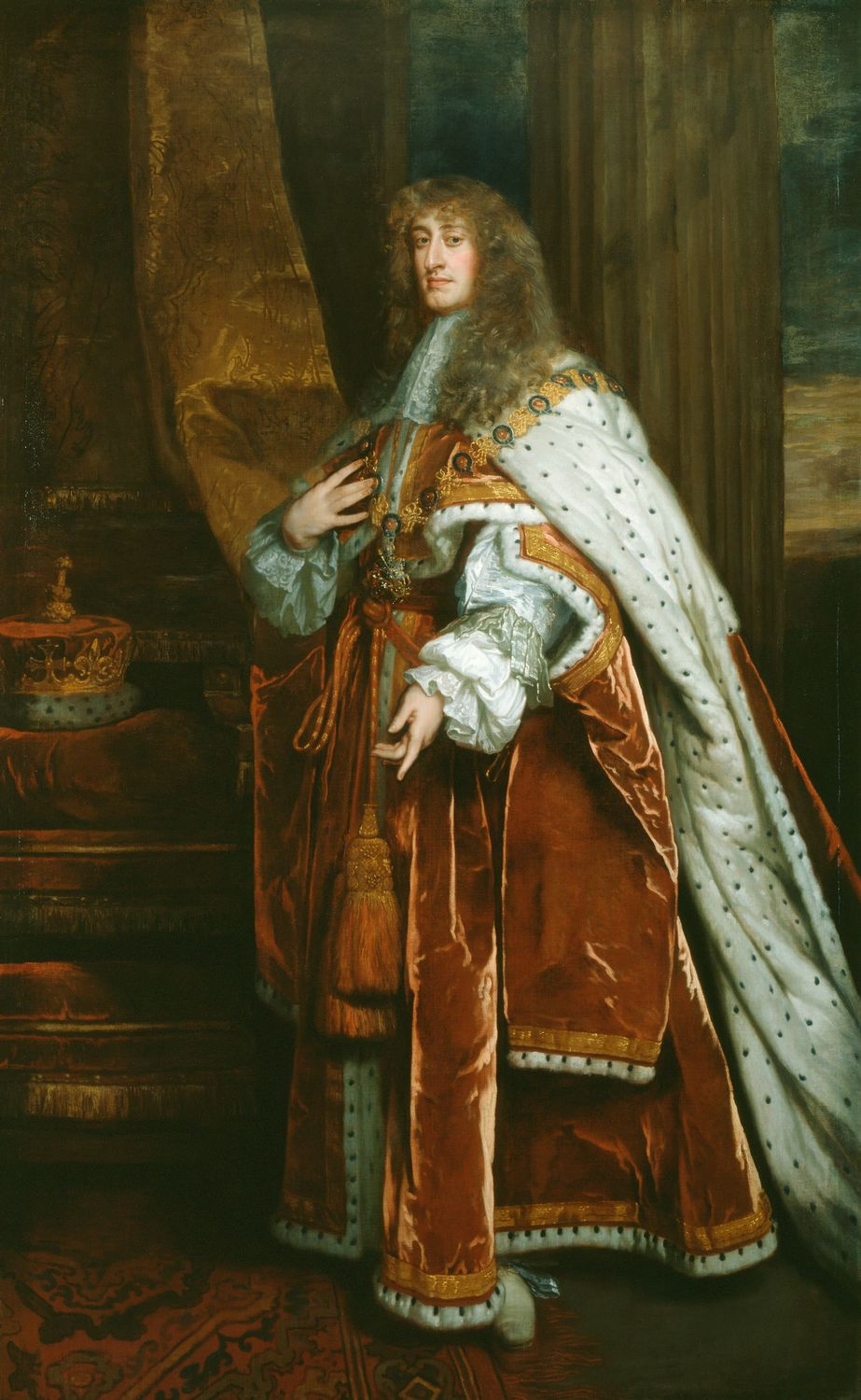
Jacobo, duque de York, antes de suceder a su hermano. Retrato de la época.

Tomó un bote para inspeccionar la destrucción alrededor de Pudding Lane a corta distancia y describe un incendio «lamentable», «la gente trataba de sacar sus bienes y arrojándolos al río o llevándolos a barcazas allí cerca; los pobres se quedaban en sus casas hasta que el fuego los haya tocado y luego corrían hacia los botes o trepaban un par de escaleras al lado del agua a otro». Pepys continuó hacia el oeste por el río hasta la corte real en Whitehall, «donde la gente se acercó a mí, les di un relato que los consternó a todos y la palabra fue llevada al rey. Así que me llamaron y le dije al rey y el duque de York lo que vi y que, a menos que su majestad ordenara que se derribaran casas, nada podría detener el fuego. Parecían estar muy preocupados y el rey me ordenó que fuera con él a mi alcalde mayor y le ordenara que no perdonare ninguna casa, sino que las derribe antes que el fuego de cualquier forma». El hermano de Carlos II, Jacobo, duque de York, ofreció el uso de los Royal Life Guards («Reales Socorristas») para ayudar a combatir el incendio.
El joven alumno William Taswell salió despavorido del servicio matutino en la abadía de Westminster. Vio a algunos refugiados llegar en botes ligeros alquilados cerca de las escaleras de Westminster, a una milla al oeste de Pudding Lane, desnudos y cubiertos solo con mantas. Los servicios de las barcazas de repente se volvieron extremadamente caros y solo los refugiados más afortunados aseguraron un lugar en un bote.

### Domingo 2 de septiembre por la tarde

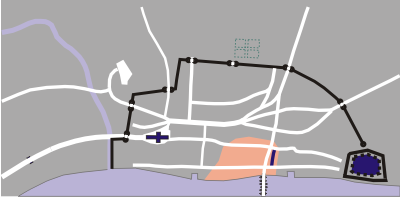
Daño aproximado en la tarde del domingo 2 de septiembre.

El fuego se extendió rápidamente con el fuerte viento y, a media mañana del domingo, la gente abandonó los intentos de extinguirlo y huyó. La masa humana en movimiento y sus fardos y carretas hicieron intransitables los carriles para bomberos y carruajes. Pepys tomó un carruaje de regreso a la ciudad desde Whitehall, pero solo llegó a la catedral de San Pablo antes de que tuviera que salir y caminar. Los peatones con carros de mano y mercancías muy pesadas seguían alejándose del fuego. Las iglesias parroquiales no directamente amenazadas se llenaban de muebles y objetos de valor, que pronto tuvieron que trasladarse más lejos.
Pepys encontró a Bloodworth intentando coordinar los esfuerzos de lucha contra incendios y cerca del colapso, «como una mujer desmayada», gritaba lastimeramente en respuesta al mensaje del rey de derribar las casas: «Pero el fuego nos alcanza más rápido de lo que podemos hacerlo». Aferrándose a su dignidad cívica, rechazó la oferta de soldados del duque de York y luego se fue a su casa a la cama. El rey Carlos II navegó desde Whitehall en la barcaza real para inspeccionar la escena. Descubrió que las casas aún no eran demolidas, a pesar de las garantías de Bloodworth a Pepys, y audazmente anuló la autoridad del alcalde mayor para ordenar demoliciones masivas al oeste de la zona de fuego. El retraso hizo que estas medidas fueran en gran medida inútiles, ya que el incendio estaba fuera de control.
Para el domingo por la tarde, dieciocho horas después de que se activó la alarma en Pudding Lane, el incendio se había convertido en una tormenta ígnea que creó su propio clima. Una tremenda corriente de aire caliente sobre las llamas era impulsada por el efecto chimenea, donde las construcciones redujeron la corriente de aire por el espacio restringido entre los edificios abalconados, lo que dejaba un espacio vacío a nivel del suelo. Los fuertes vientos interiores resultantes no tendían a apagar el fuego, como se pensaba; en cambio, suministraban más oxígeno a las llamas. La turbulencia creada por la corriente hizo que el viento virara erráticamente tanto hacia el norte como hacia el sur de la principal corriente oriental del vendaval que aún soplaba.
Pepys volvió al río a primera hora de la tarde con su esposa y algunos amigos: «y al fuego de arriba a abajo, sigue aumentando». Le ordenaron al barquero que se acercara «tan cerca del fuego como pudiéramos fumar; y por todo el Támesis, con la cara al viento, casi te quemabas con una lluvia de gotas de fuego». Cuando las «gotas de fuego» se volvieron insoportables, el grupo fue a una cervecería en South Bank y permaneció allí hasta que llegó la oscuridad y pudieron ver el fuego en el puente de Londres y al otro lado del río, «como un único arco de fuego entero desde allí hasta el otro lado del puente y en un arco colina arriba que se extendía por más de una milla de largo: me hizo llorar al verlo». Pepys describió este arco de fuego como «un arco con la flecha de Dios con un punto brillante».

### Lunes 3 de septiembre

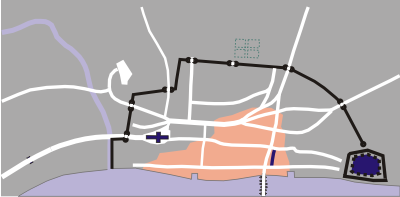
Daño aproximado en la tarde del lunes 3 de septiembre.

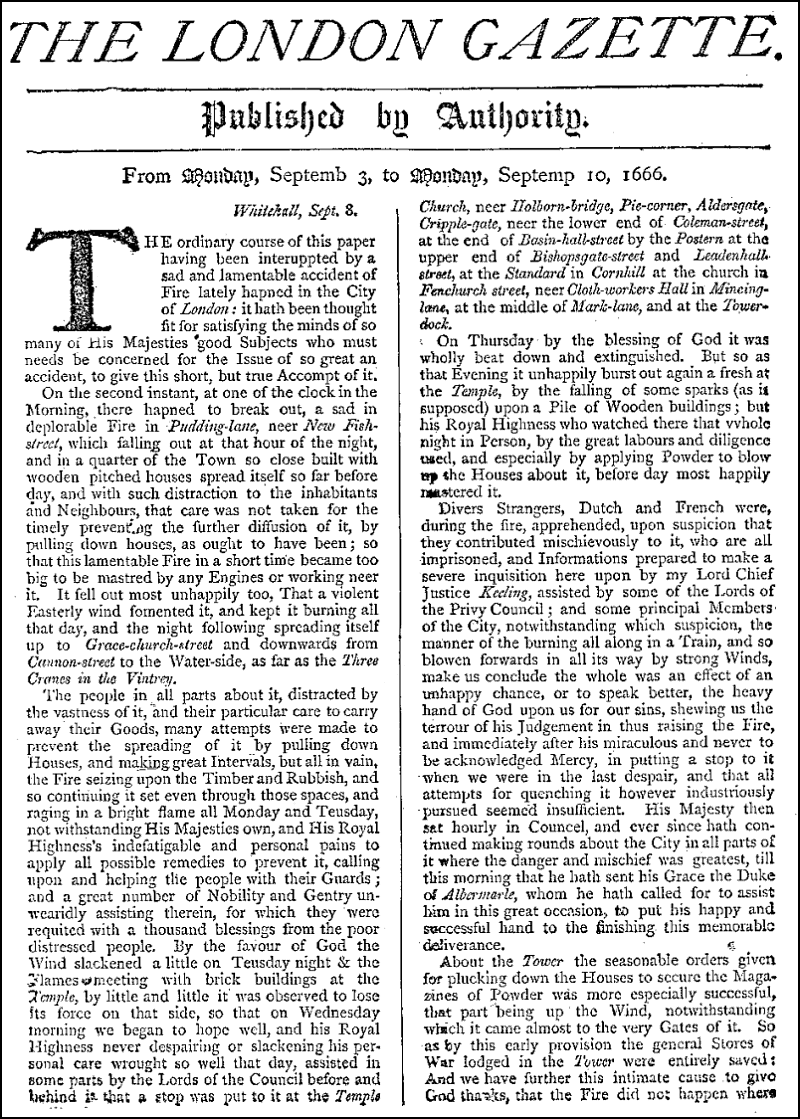
Facsímil de la portada de The London Gazette, del 3 al 10 de septiembre, con un relato del gran incendio.

El incendio se expandió principalmente hacia el norte y el oeste al amanecer del lunes 3 de septiembre. La turbulencia de la tormenta ígnea empujó las llamas más al sur y al norte que el día anterior. La extensión hacia el sur fue detenida en su mayoría por el río, pero había incendiado las casas en el puente de Londres y amenazaba con cruzar el puente y poner en peligro la ciudad de Southwark, en la orilla sur del río. Southwark fue protegida por un cortafuegos preexistente en el puente, una larga brecha entre los edificios que había salvado el lado sur del Támesis en el incendio de 1632 y ahora lo volvía a hacer. Las brasas volantes comenzaron un incendio en Southwark, pero se detuvo rápidamente.
La propagación del fuego hacia el norte llegó al corazón financiero de la City. Las casas de los banqueros en Lombard Street comenzaron a arder el lunes por la tarde, lo que provocó un apuro por salvaguardar sus pilas de monedas de oro, tan cruciales para la riqueza de la ciudad y la nación, antes de que se derritieran. Varios observadores enfatizan la desesperación y la impotencia que parecieron apoderarse de los londinenses en este segundo día, así como la falta de esfuerzos para salvar los distritos pudientes y modernos que estaban siendo amenazados por las llamas, como el Royal Exchange —bolsa y centro comercial combinados— y las opulentas tiendas de bienes de consumo en Cheapside. El Royal Exchange se incendió a última hora de la tarde y era un caparazón humeante en pocas horas. John Evelyn, cortesano y diarista, escribió:

The conflagration was so universal, and the people so astonished, that from the beginning, I know not by what despondency or fate, they hardly stirred to quench it, so that there was nothing heard or seen but crying out and lamentation, running about like distracted creatures without at all attempting to save even their goods, such a strange consternation there was upon them.
La conflagración fue tan universal y la gente tan asombrada, que, desde el principio, no sé si por abatimiento o destino, apenas se movieron para apagarla, de modo que no se oyó ni se vio nada más que gritos y lamentos, corrían como criaturas distraídas sin intentar salvar ni siquiera sus bienes, como que había sobre ellos una consternación muy extraña.

Evelyn vivía en Deptford, a 6 km fuera de la City, por lo que no vio las primeras etapas del desastre. Fue en vagón a Southwark el lunes, uniéndose a muchas otras personas de clase alta, para ver lo que Pepys había presenciado el día anterior con la ciudad en llamas al otro lado del río. El fuego era mucho mayor ahora: «Toda la ciudad en llamas terribles cerca del lado del agua; todas las casas desde el puente, toda la calle Támesis y hacia arriba hacia Cheapside, hasta las Tres Grúas, ahora estaban consumidas».
Por la noche, Evelyn informó que el río estaba cubierto de barcazas y botes que escapaban apilados con mercancías. Observó un gran éxodo de carretas y peatones a través de las puertas de la ciudad, que provocaban atascos en cuello de botella, hacia los campos abiertos hacia el norte y el este, «que durante muchos kilómetros fueron esparcidos con todo tipo de objetos movibles y carpas erigidas para albergar a ambas personas y qué bienes podían escapar. ¡Oh, el espectáculo [era] miserable y calamitoso!».
Pronto surgió la sospecha en la ciudad amenazada de que el incendio no era accidental. Los vientos arremolinados transportaban chispas y copos ardientes a largas distancias para alojarse en techos de paja y en canalones de madera, que ocasionaban incendios de casas aparentemente no relacionados que se desencadenaban lejos de su fuente y daban lugar a rumores de que se provocaban nuevos incendios a propósito. Los extranjeros fueron inmediatamente señalados como sospechosos debido a la segunda guerra anglo-neerlandesa en curso. El miedo y la sospecha se convirtieron en certeza el lunes, mientras circulaban informes de una invasión inminente y de presuntos agentes encubiertos extranjeros arrojando «bolas de fuego» en las casas atrapados con granadas de mano o fósforos. Hubo una ola de violencia callejera. Taswell vio a una mafia saquear la tienda de un pintor francés y arrastrarla hasta el suelo y vio con horror cómo un herrero se acercaba a un francés en la calle y lo golpeaba en la cabeza con una barra de hierro.
Los temores al terrorismo recibieron un impulso adicional por la interrupción de las comunicaciones y las noticias a medida que las instalaciones eran devoradas por el fuego. La Oficina General Postal en Threadneedle Street, a través de la que pasaba el correo para todo el país, se incendió temprano el lunes por la mañana. The London Gazette logró publicar su número del lunes antes de que las instalaciones de la imprenta se incendiaran. Toda la nación dependía de estas comunicaciones y el vacío que dejaron estalló los rumores. También hubo alarmas religiosas de nuevas conspiraciones de la pólvora. Las sospechas aumentaron el pánico y la paranoia colectiva el lunes, tanto las Trained Bands como los Coldstream Guards se centraron menos en combatir incendios y más en reunir a extranjeros, católicos y cualquier persona de aspecto extraño, arrestarlos o rescatarlos de las multitudes.
Los habitantes estaban cada vez más desesperados por sacar sus pertenencias de la City, especialmente la clase alta. Esto proporcionó una fuente de ingresos para los pobres aptos, que fueron contratados como cargadores (a veces simplemente llevándose la mercancía) y era especialmente rentable para los propietarios de carros y embarcaciones. Contratar un carro le había costado un par de chelines el sábado anterior al incendio; el lunes, aumentó a £ 40, una fortuna equivalente a más de £ 4000 en 2005.
Aparentemente, los propietarios de carros y botes al alcance de Londres se dirigieron hacia la City para compartir estas oportunidades, los carros se aglomeraban en las puertas estrechas con los habitantes aterrorizados que intentaban salir. El caos en las puertas fue tal que los magistrados ordenaron que se cerraran las puertas el lunes por la tarde, con la esperanza de desviar la atención de los habitantes de salvaguardar sus propias posesiones para combatir el fuego, «que, sin esperanzas de salvar nada, podrían haberse esforzado más desesperadamente por apagar el fuego». Esta medida precipitada y fracasada fue rescindida al día siguiente.
El lunes marcó el comienzo de la acción organizada, incluso cuando el orden se rompió en las calles, especialmente en las puertas, y el fuego se desencadenó sin control. Bloodworth era responsable como alcalde mayor de coordinar la lucha contra incendios, pero aparentemente había abandonado la City; su nombre no se menciona en ninguna cuenta contemporánea de los eventos del lunes. En este estado de emergencia, el rey volvió a anular las autoridades de la City y puso a su hermano, el duque de York, a cargo de las operaciones.
El duque de York estableció puestos de comando alrededor del perímetro del incendio, reclutando para formar equipos de bomberos bien remunerados y alimentados que cualquier hombre de las clases bajas encontrara en las calles. Tres cortesanos fueron asignados a cargo de cada puesto, con la autoridad del propio Carlos II para ordenar demoliciones. Este gesto visible de solidaridad de la Corona tenía la intención de despejar las dudas de los ciudadanos sobre ser responsables financieramente de derribar casas. El duque y sus guardavidas recorrieron las calles todo el día, rescataban a los extranjeros de las mafias e intentaban mantener el orden. «El duque de York se ha ganado los corazones de la gente con sus continuos e infatigables dolores día y noche para ayudar a apagar el fuego», escribió un testigo en una carta el 8 de septiembre.
El lunes por la noche, se desvanecieron las esperanzas en los enormes muros de piedra del castillo de Baynard en Blackfriars, la contraparte occidental de la Torre de Londres, que detendrían el curso de las llamas. Este histórico palacio real fue completamente consumido por el fuego y ardió toda la noche.
Un relato contemporáneo dice que Carlos II en persona trabajó manualmente, ese día o más tarde, para ayudar a arrojar agua sobre las llamas y demoler edificios para hacer un cortafuegos.

### Martes 4 de septiembre

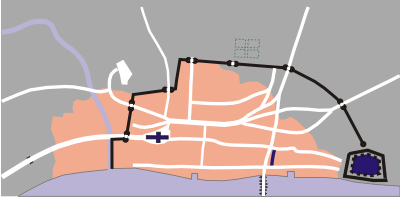
Daño aproximado en la tarde del martes 4 de septiembre. El incendio no se extendió significativamente el miércoles 5 de septiembre.

El martes 4 de septiembre fue el día de mayor destrucción. El puesto de mando del duque de York en Temple Bar, donde Strand se encuentra con Fleet Street, debía detener el avance hacia el oeste en dirección el palacio de Whitehall. Se esperaba que el río Fleet formara un cortafuegos natural, por lo que el duque de York hizo una parada con sus bomberos desde el puente Fleet y hasta el Támesis. Sin embargo, el martes por la mañana temprano, las llamas saltaron sobre el Fleet y lo flanquearon, impulsadas por el vendaval del este sin cesar, obligándolos a correr hacia ella. Hubo consternación en el palacio mientras el fuego continuaba implacablemente hacia el oeste; «¡Oh, la confusión que había en esa corte!», escribió Evelyn.
En busca de un plan definitivo, los bomberos del duque de York también habían creado un gran cortafuegos al norte del incendio. Contuvo el fuego hasta el final de la tarde, cuando las llamas saltaron y comenzaron a destruir la amplia y lujosa calle comercial de Cheapside. Se pensaba que la catedral de San Pablo era un refugio seguro, con sus gruesos muros de piedra y un cortafuegos natural en forma de una amplia plaza circundante vacía. Había estado repleto de productos rescatados y su cripta estaba llena de las apretadas existencias de las imprentas y libreros en la adyacente Paternoster Row. Sin embargo, el edificio estaba cubierto de andamios de madera, sometidos a una restauración fragmentaria por Christopher Wren, que era relativamente desconocida en ese momento. El andamio se incendió el martes por la noche.

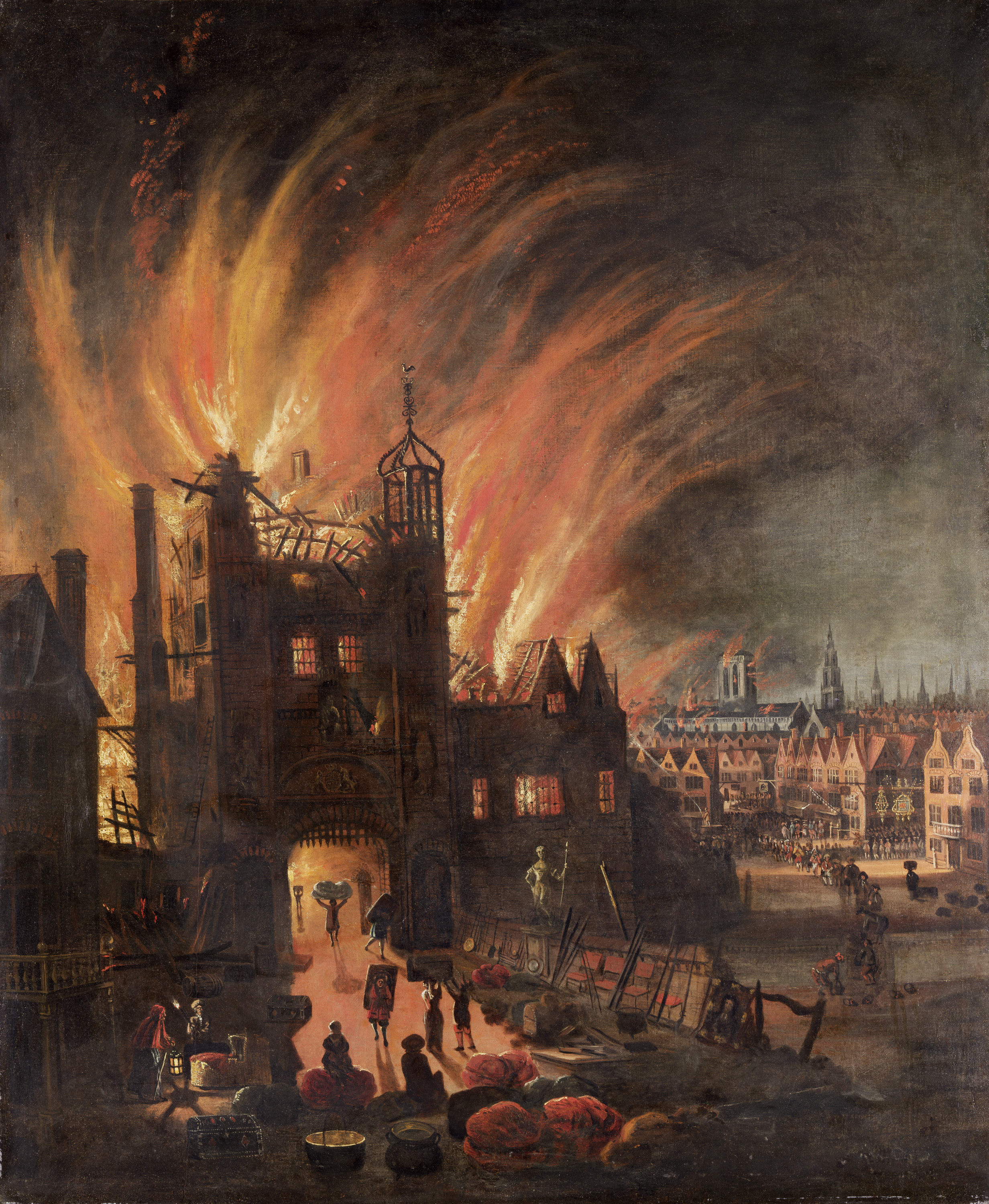
El portón Ludgate en llamas, con la catedral de San Pablo en la distancia (torre cuadrada sin chapitel) en llamas. Pintura al óleo por artista anónimo (c. 1670).

Al salir del colegio, el joven Taswell se detuvo en New Palace Yard, a una milla de distancia, y observó cómo se encendían llamas en el techo de San Pablo alrededor de las 8 p. m. En una hora, la luz del fuego era lo suficientemente brillante como para que él leyera un libro de bolsillo. «Las piedras de [la catedral de san] Pablo volaron como granadas», informó Evelyn en su diario, «el plomo derretido que corría por las calles en un arroyo y las aceras brillaban con un fulgor ardiente, de modo que ningún caballo ni hombre podría pisarlas». La catedral se desplomó rápidamente. La pesada mampostería que caía irrumpió en su cripta, donde los libreros habían almacenado grandes cantidades de libros, todos quemados.
Durante el día, las llamas comenzaron a moverse hacia el este desde el vecindario de Pudding Lane, directamente contra el viento del este y hacia la casa de Pepys en Seething Lane y la Torre de Londres con sus tiendas de pólvora. La guarnición en la Torre tomó el asunto en sus propias manos después de esperar todo el día por la ayuda solicitada de los bomberos oficiales del duque de York, que estaban ocupados en el oeste. Crearon cortafuegos al hacer estallar casas a gran escala en las cercanías, lo que detenía el avance del incendio. En una carta a William Coventry, Pepys escribió que vio «cuán horrible se ve el cielo, todo en un incendio en la noche, fue suficiente para sacarnos de quicio; y, de hecho, fue extremadamente terrible, ya que se ve como si fuera sobre nosotros y todo el cielo en llamas».

### Miércoles 5 de septiembre
El viento menguó el martes por la noche y los cortafuegos creados por la guarnición finalmente comenzaron a surtir efecto el miércoles 5 de septiembre. Detener el incendio causó mucho fuego y daños por demolición en la zona de los abogados, llamada Temple. Pepys caminó por la ciudad humeante, calentándose los pies, y subió al campanario de la iglesia Barking, desde donde vio la City destruida, «el espectáculo de desolación más triste que jamás haya visto». Todavía quedaban muchos fuegos separados, pero el gran incendio había terminado. El domingo siguiente, la lluvia cayó sobre la ciudad y extinguió el resto. Sin embargo, tomó algún tiempo hasta que se eliminaron las últimas huellas. El carbón todavía ardía en las bodegas dos meses después; sobre esto, Pepys registró en marzo: «He visto humo remanente saliendo de algunas bodegas, del gran incendio tardío, ahora más de seis meses después».
Pepys visitó Moorfields, un gran parque público al norte de la City, y vio un gran campamento de refugiados sin hogar, «pobres miserables que cargaban sus bienes allí y cada uno mantenía sus bienes juntos por sí mismos». Señaló que el precio del pan se había duplicado en los alrededores del parque. Evelyn también fue a Moorfields, que se convirtió en el principal punto de reunión de las personas sin hogar, y estaba horrorizado por la cantidad de personas angustiadas que la llenaban, algunas debajo de las carpas, otras en chozas improvisadas: «Muchos [estaban] sin un trapo o cualquier utensilio necesario, cama o tabla ... reducidos a la miseria y la pobreza extrema». Evelyn estaba impresionado por el orgullo de estos angustiados londinenses, «aunque listos para perecer por hambre e indigencia, sin pedir alivio ni un penique».
Los temores eran tan altos como siempre entre las víctimas de incendios traumatizados, el miedo a los incendiarios extranjeros y a una invasión francesa y neerlandesa. Hubo un brote de pánico general el miércoles por la noche en los campamentos en Parliament Hill, Moorfields e Islington. Una luz en el cielo sobre Fleet Street desencadenó el rumor de que 50 000 inmigrantes franceses y neerlandeses se habían alzado, se decía que habían comenzado el incendio y marchaban hacia Moorfields para terminar lo que el incendio había comenzado: degollar de los hombres, violar a las mujeres y robar sus pocas posesiones. La multitud agolpada en las calles salía asustada y agredió a cualquier extranjero con el que se encontraran, pero se calmó, según Evelyn, «con dolores infinitos y gran dificultad» y por la presencia de las Trained Bands, las tropas de socorristas y miembros de la corte.
El ambiente era tan inestable que Carlos II temía una rebelión a gran escala en Londres contra la monarquía. La producción y distribución de alimentos había sido interrumpida hasta el punto de no existir; el rey anunció todos los días serían traídos a la City suministros de pan y se establecerían mercados seguros alrededor del perímetro. Estos mercados eran para comprar y vender, no se trataba de distribuir ayuda de emergencia.

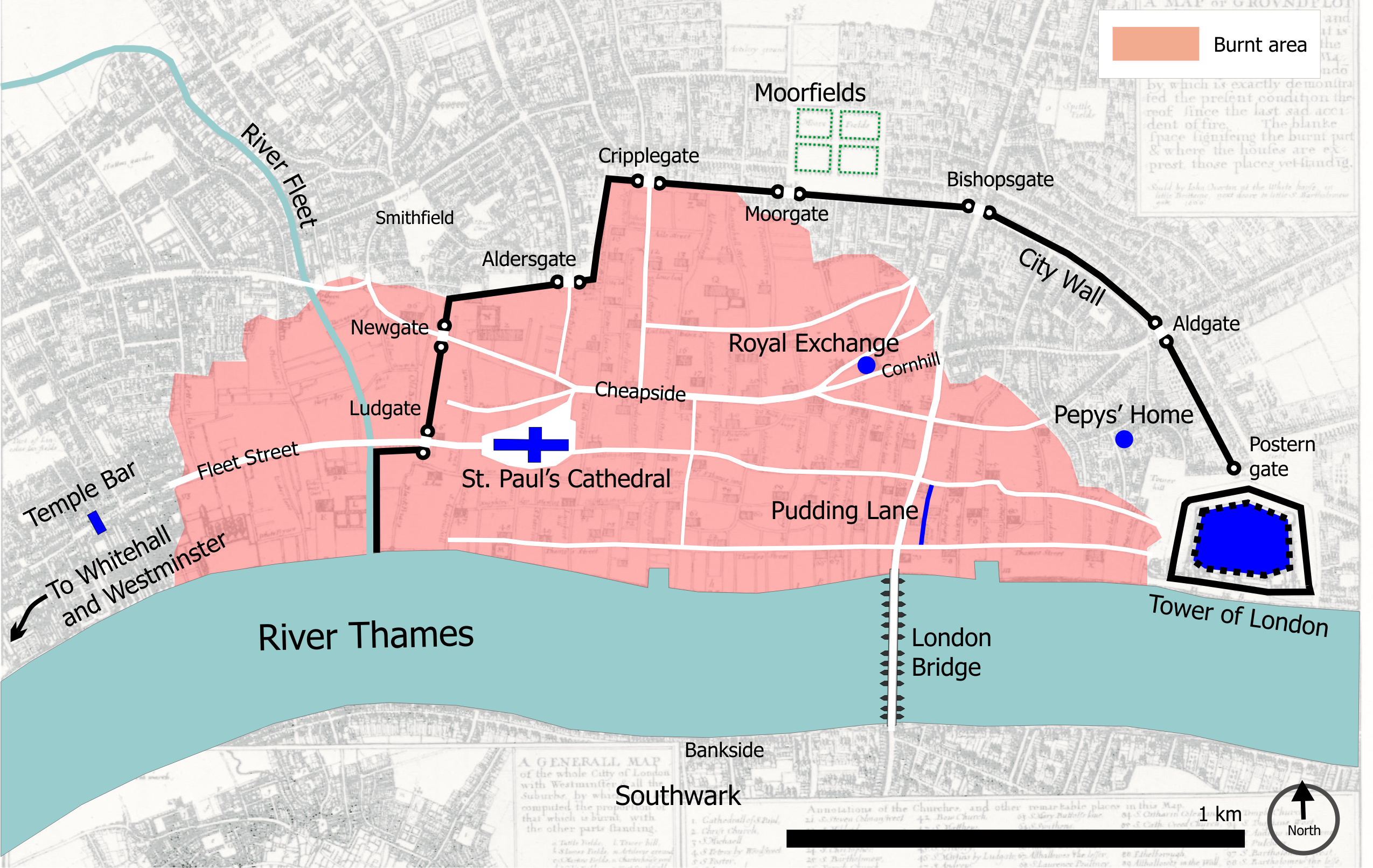
El centro de Londres en 1666, con el área incendiada en rosa.

## Fracasos en la lucha contra el incendio

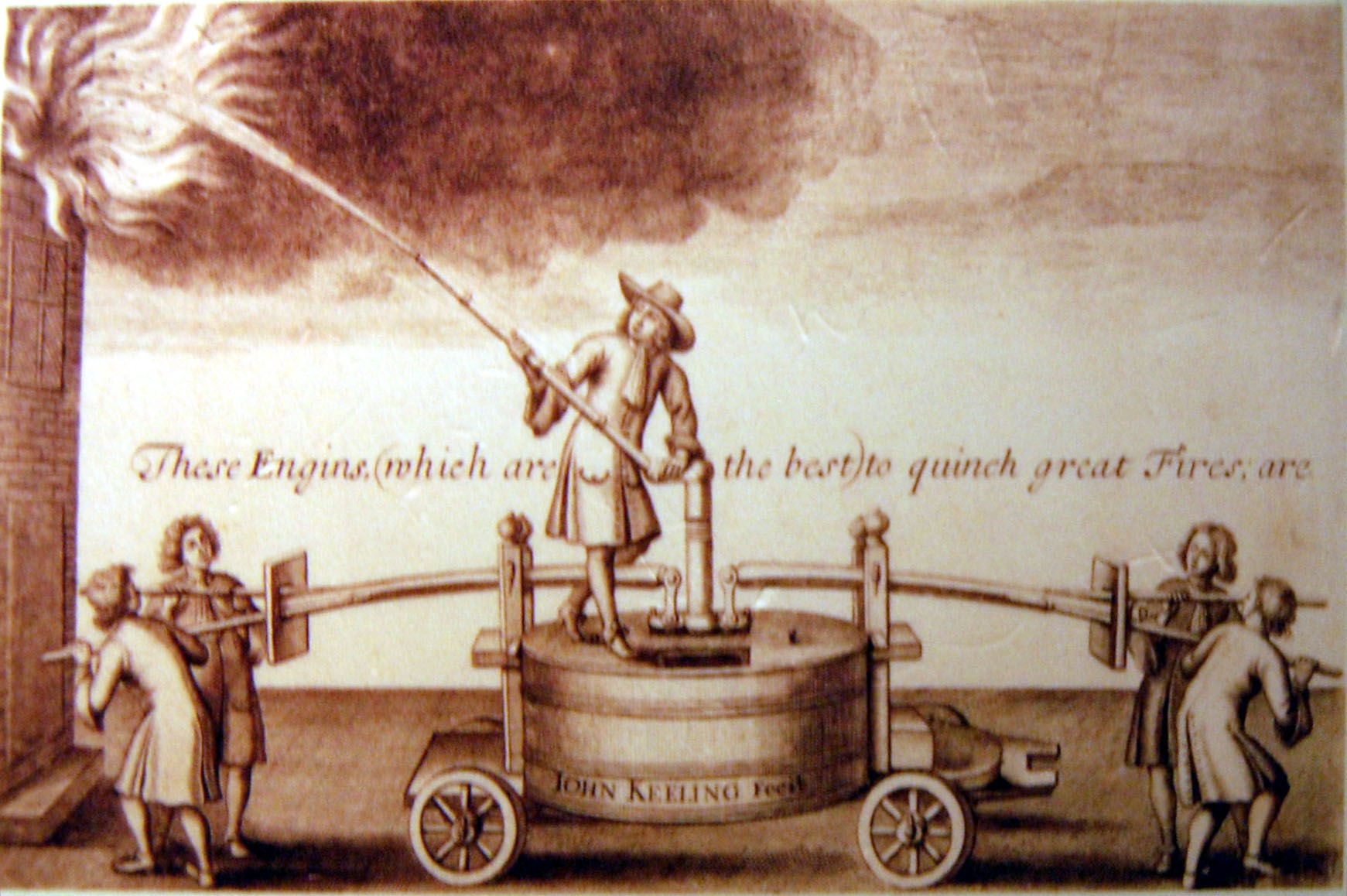
Ilustración de un anuncio comercial de John Keeling de Blackfriars (1670) que muestra su camión de bomberos en uso. Cuatro hombres bombeaban agua de una manguera en el centro.

El puente de Londres era la única conexión física entre la City y la ribera sur del río Támesis y estaba cubierto de casas. Se había observado como una trampa mortal en el incendio de 1632 y, al amanecer del domingo, estas viviendas estaban en llamas. Samuel Pepys observó el fuego desde la Torre de Londres y registró una gran preocupación por sus amigos que vivían en el puente. Se temía que las llamas cruzaran el puente de Londres para amenazar al borough de Southwark en la orilla sur, pero este peligro fue evitado por un espacio abierto entre los edificios en el puente que sirvió como cortafuegos.
La muralla romana de 5.5 m de altura que rodea la City obstruyó a las personas sin hogar que huían del riesgo quedar encerradas en el gran fuego. Una vez que la orilla del río estaba en llamas y cortada la ruta de escape en bote, las únicas salidas eran las ocho puertas en el muro. Durante los primeros días, pocas personas tuvieron la noción de huir de la City en llamas. Tomarían lo que pudieran llevar de sus pertenencias a la «casa segura» más cercana, en muchos casos la iglesia parroquial o los recintos de la catedral de San Pablo, solo para tener que mudarse nuevamente horas después. Algunos movieron sus pertenencias «cuatro y cinco veces» en un solo día. La percepción de la necesidad de ir más allá de las paredes tomó fuerza el lunes por la noche y luego hubo escenas de pánico en las estrechas puertas mientras los refugiados angustiados intentaban salir con sus paquetes, carretas, caballos y vagones.
El factor crucial que frustró los esfuerzos de extinción del incendio fue la estrechez de las calles. Incluso en circunstancias normales, la mezcla de carretas, vagones y peatones en los callejones de menor tamaño estaba sujeta a frecuentes embotellamientos y bloqueos. Durante el incendio, los pasajes estuvieron bloqueados adicionalmente por refugiados que acampaban en ellos, entre sus pertenencias rescatadas, o que escapaban hacia afuera, lejos del centro de destrucción, mientras los equipos de demolición y de bomberos luchaban en vano para avanzar hacia él.
La demolición de las casas a sotavento de un incendio peligroso era muchas veces una forma efectiva de contener la destrucción por medio de ganchos de fuego o explosivos. Sin embargo, esta vez la demolición se retrasó fatalmente durante horas por la falta de liderazgo del alcalde mayor y la incapacidad de dar las órdenes necesarias. Cuando llegaron las órdenes directas del rey de «no perdonar casas», el incendio había devorado muchas viviendas y los trabajadores de demolición ya no podían atravesar las calles llenas de gente.
El uso de agua para extinguir el fuego también se vio frustrado. En principio, el agua estaba disponible a través de un sistema de tuberías de olmo que abastecía a 30 000 casas desde una torre de agua en Cornhill, suplida desde el río durante la marea alta y también por un depósito de agua de manantial de Hertfordshire en Islington. También era posible abrir una tubería cerca de un edificio en llamas y conectarla a una manguera para rociar en un incendio o llenar cubos. Además, Pudding Lane estaba cerca del río.
Teóricamente, todos los carriles desde el afluente hasta la panadería y los edificios contiguos tuvieron que haber sido rodeados con filas dobles de bomberos pasándose cubos llenos hasta el fuego y cubos vacíos de vuelta al río. Esto no sucedió o al menos ya no sucedía cuando Pepys vio el fuego del río a media mañana del domingo. Pepys comentó en su diario que nadie trataba de apagarlo, sino que huían con miedo y se apresuraban «a retirar sus bienes y dejar todo al fuego». Las llamas se arrastraron hacia la orilla del río con poca interferencia de la comunidad abrumada y pronto incendiaron los depósitos inflamables a lo largo de los muelles. El desastre resultante cortó a los bomberos del suministro de agua inmediato del río y encendió las ruedas de agua bajo el puente de Londres que bombeaban el líquido a la torre de Cornhill; el acceso directo al río y el suministro de agua entubada fallaron juntos.
Londres poseía tecnología avanzada de lucha contra incendios en forma de camiones de bomberos, que se habían utilizado en incendios anteriores a gran escala. Sin embargo, a diferencia de los útiles ganchos de fuego, estos vehículos grandes rara vez habían demostrado ser lo suficientemente flexibles o funcionales como para hacer mucha diferencia. Solo algunos tenían ruedas y otros estaban montados en trineos sin ruedas. Debían transportarse largas distancias, tendían a llegar demasiado tarde y poseían un alcance limitado, con boquillas pero sin mangueras de entrega.
En esta ocasión, un número desconocido de camiones de bomberos fueron rodados o arrastrados por las calles, algunos por toda la City. El agua de las cañerías, para lo cual fueron diseñados, ya había fallado, pero aún se podía llegar a partes de la orilla del río. Grupos de hombres trataron desesperadamente de maniobrar los motores hasta el río para llenar sus depósitos y varios de los vehículos cayeron al Támesis. Para entonces, el calor de las llamas era demasiado fuerte para que los vehículos restantes pudieran llegar a una distancia útil; ni siquiera podían entrar en Pudding Lane.

## Muertes y destrucción

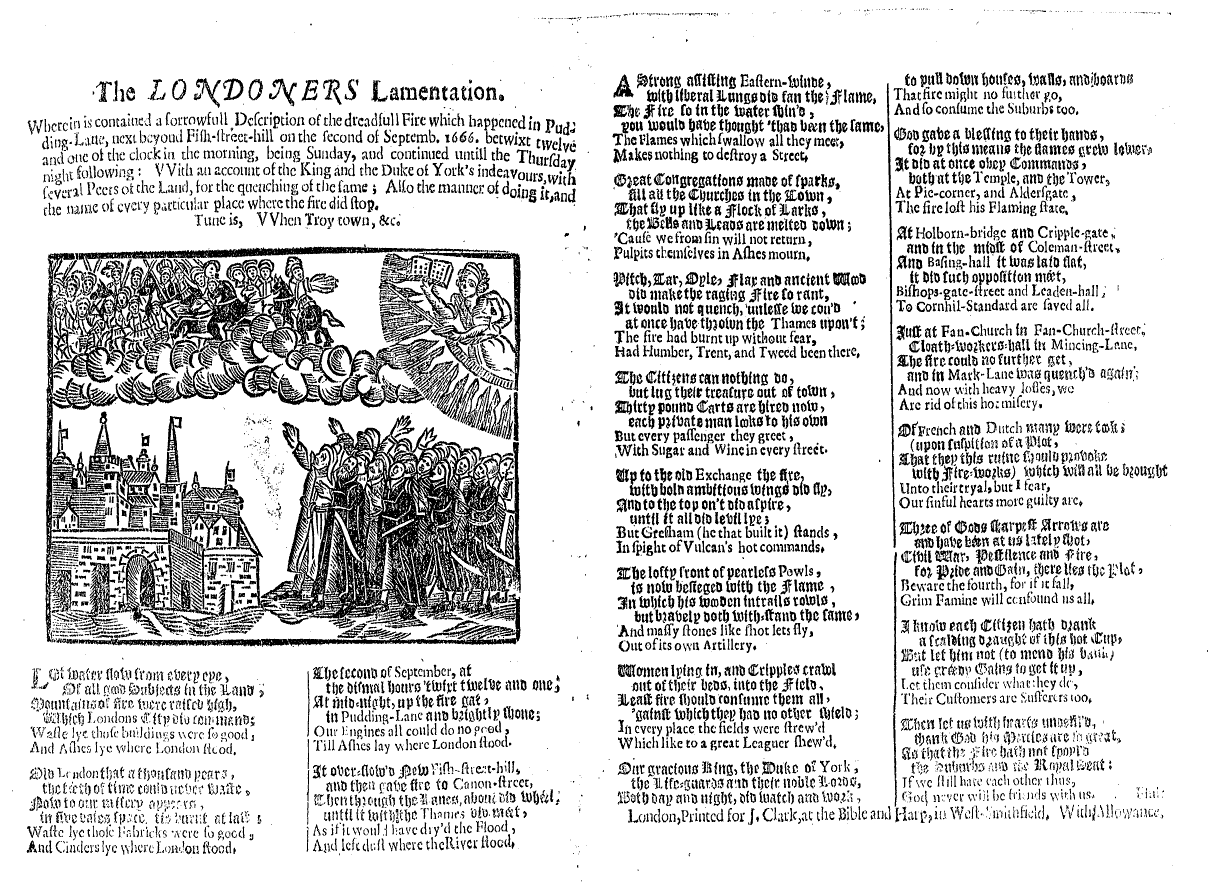
The Londoners Lamentation, una balada de octavilla publicada en 1666 que da cuenta del incendio y de los límites de su destrucción.

Solo se registraron oficialmente unas cuantas muertes por el incendio y tradicionalmente se cree que fueron pocas. Porter dio la cifra de ocho y Tinniswood como «en cifras únicas», aunque agregó que algunas muertes pudieron haber quedado sin registrar y que, además de las muertes directas por el incendio y la inhalación de humo, los refugiados también perecieron en los campamentos improvisados.
Hanson cuestionó la idea de que solo hubo unas pocas muertes y enumeró las muertes conocidas por hambre y exposición entre los sobrevivientes del incendio, «acurrucados en chozas o asentados entre las ruinas que alguna vez fueron sus hogares» en el frío invierno que siguió, como, por ejemplo, el dramaturgo James Shirley y su esposa. Hanson también sostuvo que «se extiende la credulidad al creer que los únicos papistas o extranjeros que fueron golpeados hasta la muerte o linchados fueron los rescatados por el duque de York», que las cifras oficiales dicen muy poco sobre el destino de los pobres indocumentados y que el calor en el corazón de las tormentas ígneas era mucho mayor que el de una casa común, lo suficiente para consumir los cuerpos por completo o dejar solo unos pocos fragmentos esqueléticos.
El fuego era alimentado no solo por madera, telas y paja, señaló Hanson, sino también por aceite, brea, alquitrán, carbón, sebo, grasas, azúcar, alcohol, trementina y pólvora almacenados en el distrito ribereño. Derritió el acero importado que se extiende a lo largo de los muelles (punto de fusión entre 1250 y 1480 °C) y las grandes cadenas y cerraduras de hierro en las puertas de la City (punto de fusión entre 1100 y 1650 °C). Tampoco los fragmentos de huesos de desconocidos habrían sido de gran interés para las personas hambrientas que examinaban las decenas de miles de toneladas de escombros y desechos después del incendio, con el fin de hallar objetos de valor, o los trabajadores que limpiaban los escombros más tarde durante la reconstrucción.
Hanson apeló al sentido común y «la experiencia de cualquier otro incendio urbano importante a lo largo de los siglos», con énfasis en que el fuego atacó las viviendas podridas de los pobres con gran velocidad y seguramente atrapó por lo menos «a los viejos, los muy jóvenes, los lisiados» y enterró el polvo y las cenizas de sus huesos bajo los escombros de las bodegas, lo que produjo «no cuatro ni ocho muertos», sino de «varios cientos y muy posiblemente varios miles». Los carteles de la mortandad (bills of mortality) de la ciudad no se compilaron durante el período del incendio, debido a la interrupción causada por el incendio.
La destrucción material se ha calculado en 13 500 casas, 87 iglesias parroquiales, 44 salas de gremio, el Royal Exchange, la Custom House, la catedral de san Pablo, el palacio de Bridewell y otras prisiones de la City, la Oficina General Postal y las tres puertas de la ciudad occidental: Ludgate, Newgate y Aldersgate. En total el incendio abarcó 177 hectáreas, de las cuales 151 fueron dentro y 26 fuera de las murallas. El valor monetario de las pérdidas, estimado por primera vez en £ 100 000 000 en la moneda de la época, luego se redujo a un incierto £ 10 000 000, equivalente a £ 1.7 mil millones en 2019. Evelyn creyó hacer visto «200 000 personas de todos los niveles y rangos dispersas y tendidas a lo largo de sus cacharros de lo que podían salvar» en los campos hacia Islington y Highgate.

## Consecuencias
Un ejemplo de la necesidad de identificar culpables para el incendio es la aceptación de la confesión de un ingenuo francés llamado Robert Hubert, quien afirmó que era un agente del papa y que había comenzado el gran incendio en Westminster. Más tarde cambió su historia para decir que había comenzado el incendio en la panadería de Pudding Lane. Hubert fue declarado culpable, a pesar de algunas dudas sobre su aptitud para alegar, y fue colgado en Tyburn el 28 de septiembre de 1666. Después de su muerte, se hizo evidente que había estado a bordo de un barco en el mar del Norte y no había llegado a Londres hasta dos días después de que comenzó el incendio. Estas acusaciones de que los católicos habían comenzado el incendio fueron aprovechadas mediante una poderosa propaganda política por los opositores de la corte procatólica de Carlos II, principalmente durante el complot papista y la crisis de exclusión más tarde en su reinado. En el extranjero, en los Países Bajos, el gran incendio de Londres fue visto como una retribución divina por la batalla de la hoguera de Holmes, un incendio provocado por los ingleses de un pueblo neerlandés del estuario de Vliestroom durante la segunda guerra anglo-neerlandesa.
El 5 de octubre, Marc Antonio Giustinian, embajador veneciano en Francia, informó al dux de Venecia y al Senado que Luis XIV anunció que no «se regocijaría por ello, ya que es un accidente tan deplorable que implica lesiones a tantas personas infelices». Luis XIV había hecho una oferta a su tía, la reina británica Enriqueta María, para enviar comida y cualquier cosa que pudiera ser útil para paliar la difícil situación de los londinenses, pero no ocultaba que consideraba «el fuego de Londres como un golpe de suerte para él», ya que redujo el riesgo de que barcos franceses que cruzaban el canal de la Mancha y el mar del Norte fuesen tomados o hundidos por la flota inglesa. Luis XIV trató de aprovechar la situación, pero el intento de una flota franconeerlandesa de combinarse con una más grande terminó en fracaso el 17 de septiembre cuando se encontraron con la Armada inglesa liderada por Thomas Allin frente al cabo Dungeness.
En el caos y los disturbios después del incendio, Carlos II temía otra rebelión en Londres. Alentó a las personas sin hogar a mudarse y establecerse en otro lugar y emitió inmediatamente una proclamación de que «todas las ciudades y pueblos que sean recibirán sin ninguna contradicción a dichas personas angustiadas y les permitirán el libre ejercicio de sus oficios manuales». Se creó un tribunal de bomberos (Fire Court) especial para tratar las disputas entre inquilinos y propietarios y decidir quién debe reconstruir, según la capacidad de pago. La corte estuvo en sesión desde febrero de 1667 hasta septiembre de 1672. Se escucharon los casos y generalmente se emitía un veredicto dentro de un día; sin el tribunal de bomberos, largas disputas legales habrían retrasado seriamente la reconstrucción que era tan necesaria para que Londres se recuperara.
Los esquemas radicales de reconstrucción llegaron a la City reducida a cenizas y fueron alentados por Carlos II. Si hubiera sido reconstruido bajo algunos de estos planes, Londres habría rivalizado con París en la magnificencia barroca (como en el plan de Evelyn). Las autoridades de la Corona y la Ciudad intentaron establecer «a quién pertenecían en verdad todas las casas y el terreno» para negociar con sus propietarios sobre la compensación por la remodelación a gran escala que implicaban estos planes, pero esa idea poco realista tuvo que ser abandonada. Las exhortaciones a traer trabajadores y medir las parcelas en las que se encontraban las casas fueron ignoradas en su mayoría por personas preocupadas por la supervivencia diaria, así como por aquellos que habían abandonado la capital; por un lado, con la escasez de mano de obra después del incendio, era imposible asegurar trabajadores para ese propósito. Aparte de Wren y Evelyn, se sabe que Robert Hooke, Valentine Knight y Richard Newcourt propusieron planes de reconstrucción.
Con las complejidades de la propiedad sin resolver, ninguno de los grandes esquemas barrocos podría realizarse para una ciudad de plazas y avenidas; no había nadie con quién negociar y no había forma de calcular cuánta compensación debería pagarse. En cambio, gran parte del antiguo plan de calles se recreó en la nueva ciudad, con mejoras en la higiene y la seguridad contra incendios: calles más anchas, muelles abiertos y accesibles a lo largo del Támesis, sin casas que obstruyesen el acceso al río y, lo más importante, edificios construidos de ladrillo y piedra, no de madera. Se crearon nuevos edificios públicos en los sitios de sus predecesores; quizás la más famosa es la catedral de San Pablo y sus parientes más pequeñas, cincuenta nuevas iglesias diseñadas por Christopher Wren.

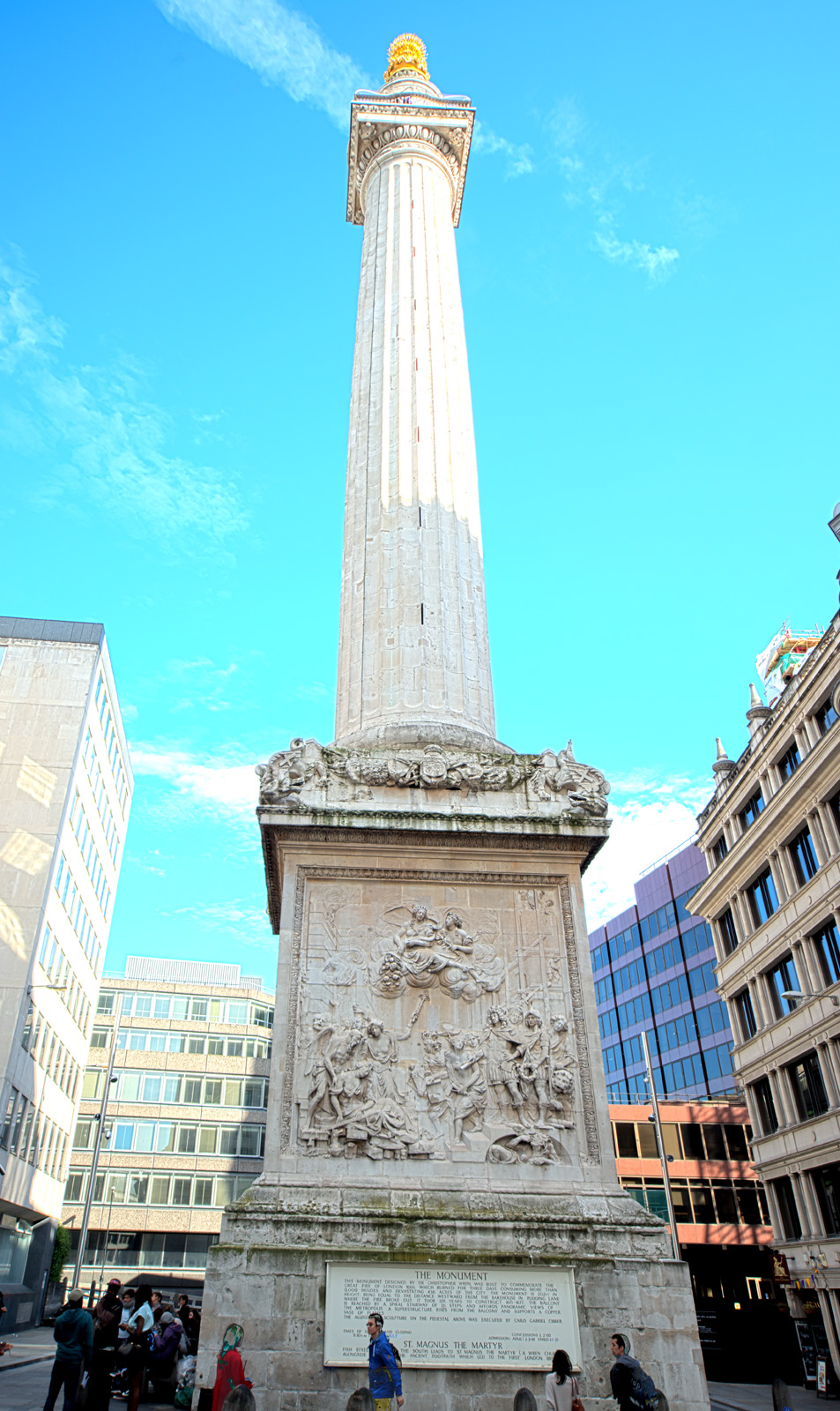
Monumento al gran incendio de Londres diseñado por Christopher Wren.

Por iniciativa de Carlos II, se erigió el monumento al gran incendio de Londres cerca de Pudding Lane, diseñado por Wren y Hooke, con una altura de 61 m y conocido simplemente como «el Monumento». Es un hito familiar de Londres que desde entonces ha dado su nombre a una estación de metro. En 1668, se agregaron acusaciones contra los católicos a la inscripción en el monumento:

Here by permission of heaven, hell broke loose upon this Protestant city.....the most dreadful Burning of this City; begun and carried on by the treachery and malice of the Popish faction...Popish frenzy which wrought such horrors, is not yet quenched...
Aquí, con el permiso del cielo, se desató el infierno sobre esta ciudad protestante ... el incendio más terrible de esta ciudad; iniciado y llevado a cabo por la traición y la malicia de la facción papista ... El frenesí papista que provocó tales horrores, aún no se apaga ...

La inscripción permaneció hasta después de la aprobación del Acta de Ayuda Católica de 1829, cuando fue eliminada en 1830 tras una campaña liderada por el procurador municipal Charles Pearson. Otro monumento, El niño dorado de Pye Corner en Smithfield, marca el lugar donde se detuvo el incendio. Según la inscripción, era evidencia de la ira de Dios en la City de Londres por el pecado de la gula, dado que el fuego comenzó en Pudding Lane y se detuvo en Pye Corner.
Se cree que la epidemia de la gran peste de 1665 mató a un sexto de los habitantes de Londres (80 000 personas) y a veces se sugiere que el incendio salvó vidas al quemar tantas viviendas insalubres con ratas y sus pulgas que transmitieron la peste, ya que las epidemias no se repitieron en Londres después del incendio. Los historiadores no están de acuerdo con respecto a si el incendio jugó un papel en la prevención de brotes importantes posteriores. El sitio web del Museo de Londres afirma que hay una conexión, mientras que el historiador Roy Porter señaló que el incendio dejó intactas las partes más insalubres de Londres, los suburbios de los barrios marginales.
Después del incendio, Queen Street y King Street fueron distribuidas. Estas vías atraviesan vías antiguas de la City y crean una nueva ruta desde el Támesis hasta el Guildhall; son las únicas calles nuevas importantes después de la destrucción por el fuego de gran parte de la City.